# 계룡대로
계룡대로는 공주시 반포면에 있는 학봉회전 교차로에서 계룡시 두마면에 있는 계룡 나들목을 잇는 도로이다. 과거에는 국도 제1호선의 일부였으나, 2007년 1월 3일 대전광역시 유성구 방동 ~ 충청남도 공주시 반포면 온천리 10.06 km 구간이 확장 개통, 기존 구간인 계룡시 금암동 연화 교차로 ~ 공주시 반포면 온천리 박정자삼거리 11.36 km 구간(동학사1로 1.4km + 계룡대로)은 국도 제1호선의 구간에서 제외되었다. 계룡에서 공주로 바로 가는 유일한 도로이자 계룡시 내에서 고속도로와 만나는 유일한 도로이고, 계룡시의 3면 1동을 모두 통과하는 유일한 도로이다.

## 역사
- 2007년 1월 3일 : 국도 제1호선 백운로 개통, 기존 계룡시 금암동 연화 교차로 ~ 공주시 반포면 온천리 박정자삼거리 11.36 km 구간(동학사1로 1.4km+계룡대로)은 국도 제1호선의 구간에서 제외

## 주요 경유지
충청남도
- 공주시 반포면
- 계룡시 신도안면 - 엄사면 - 두마면

학봉교차로-괴목정삼거리-신털이삼거리-계룡대로사거리-계룡제2문사거리-용남고삼거리-엄사삼거리-번영네거리-연화분기점-금암네거리-유림회관사거리-문예공원사거리-계룡고사거리-계룡나들목사거리-계룡나들목이다. 계룡을 지나는 도로중 계백로 다음으로 2번째로 길다.  